# Déli összekötő vasúti híd
Déli összekötő vasúti híd (česky Jižní železniční most) je most přes Dunaj v Budapešti spojující jižní Budu a Pešť.
První železniční most v místě byl postaven v letech 1873-1877 a byl prvním železničním mostem přes Dunaj v Uhersku. V roce 1913 byl nahrazen novou konstrukcí. Na konci druhé světové války byl most zničen. V roce 1946 byl obnoven provoz po jedné koleji a v roce 1953 po druhé.
Most je ocelový, příhradový, se spodní mostovkou. Je dlouhý 393 metrů, s předmostími 477 metrů. Nejvyšší povolená rychlost na mostě je 60 km/h. V roce 1995 byl v jeho těsné blízkosti postaven silniční most Lágymányosi híd.